# Passe du Dniestr
La passe du Dniestr (en ukrainien Дністровсько-Цареградське гирло, Dnistrovsko-Tsaregradskoye girlo, en roumain/moldave portița Nistrului en Moldavie et strâmtoarea Țarigrad en Roumanie) est une passe et le principal chenal mettant en communication le liman du Dniestr au nord-ouest et la mer Noire au sud-est, en Ukraine. Quelques kilomètres plus à l'est se trouve une seconde passe qui n'est pas navigable (portița Mică en Moldavie, strâmtoarea Fântânii en Roumanie). Les passes sont franchies par deux ponts, routier (route 70) et ferroviaire, reliant la région historique du Boudjak en Bessarabie (au sud-ouest), à celle du Yedisan dans la Steppe pontique (au nord-est), toutes deux englobées dans l'oblast d'Odessa.

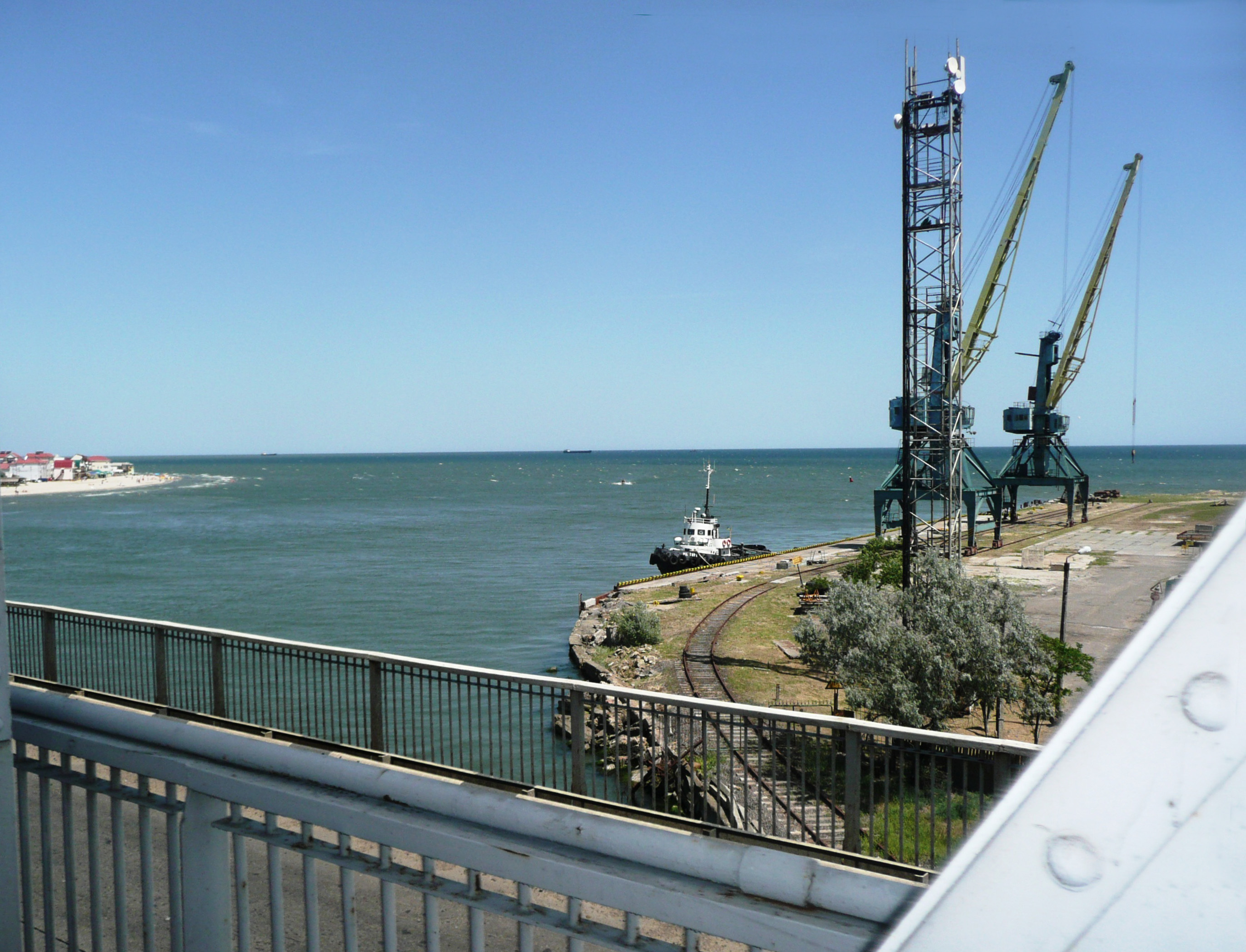
Vue de la passe du Dniestr en direction de la mer Noire depuis un train sur le pont.

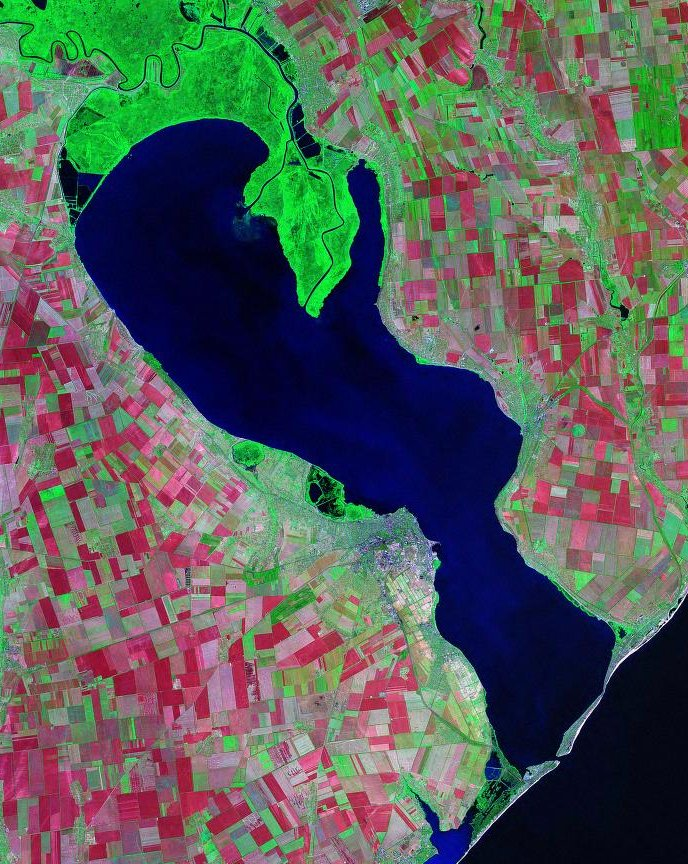
Image satellite en fausses couleurs du liman du Dniestr avec les passes du Dniestr communiquant avec la mer Noire au sud-est.